# Білозерки
Білозе́рки (рос. Белозерки) — присілок у складі Цілинного округу Курганської області, Росія.
Населення — 118 осіб (2010, 150 у 2002).
Національний склад станом на 2002 рік:
- татари — 86 %